# Сан-Мамеде-де-Негрелуш
Сан-Мамеде-де-Негрелуш (порт. São Mamede de Negrelos)  —  район (фрегезия) в Португалии,  входит в округ Порту. Является составной частью муниципалитета  Санту-Тирсу. Находится в составе крупной городской агломерации Большой Порту. По старому административному делению входил в провинцию Дору-Литорал. Входит в экономико-статистический  субрегион Аве, который входит в Северный регион. Население составляет 2288 человек на 2001 год. Занимает площадь 4,77 км².
Покровителем района считается Святой Мамеде (порт. São Mamede). 